# فولفغانغ فرانز
فولفغانغ فرانز (بالألمانية: Wolfgang Franz)‏ هو اقتصادي ألماني، ولد في 7 يناير 1944 في Nassau, Rhineland-Palatinate ‏ في ألمانيا.

## وصلات خارجية
- فولفغانغ فرانز على موقع مونزينجر (الألمانية)